# 南北等距離外交
朝鮮半島にまつわる南北等距離外交（なんぼくとうきょりがいこう）とは、南北朝鮮のいずれにも与せず敵対せず、大韓民国（韓国）と朝鮮民主主義人民共和国（北朝鮮）の双方と外交関係を樹立するか、それを目指すべきという外交政策上の立場のこと。南北朝鮮両国とも同時承認を受け入れており、一つの中国論に基づいて排他的な二者択一の選択を迫り、離反国とは断交も辞さない中華人民共和国及び中華民国（台湾）の例とはスタンスを異にする（台湾問題#二重承認問題も参照）。

## 韓国の対共産圏政策の変化
1960年代に韓国は西ドイツの「ハルシュタイン原則」に準じて、北朝鮮と外交関係のある国とは外交関係を持たないという方針を掲げていた。1963年2月には「外交官職務遂行基本指針」を改正し、共産圏諸国（社会主義国）の外交官と職務上の接触を許可しないことを定めた。特に北朝鮮・中華人民共和国・北ベトナムを「敵性集団」と位置付け、これらの国の外交官とは接触を一切禁じていた。
1967年にこの基本指針は再度改正され、「敵性集団以外の共産国家との接触の余地を残す」とした。さらに、1971年には新たに「外交官等職務遂行指針」を定め、共産国家を「北朝鮮」「敵性集団（中国・北ベトナム）」「その他共産国家」の3つに区分し、「敵性集団」とは「やむを得ず対話する場合には健全な判断のもとで対処し不必要な言動を慎む」とし、「その他共産国家」に対しては「韓国の経済発展の様相を広報し、通商交易関係など経済問題に対話を集中する」「北朝鮮の統一政策を糾弾し、韓国の平和的統一方策を認識させる」という主旨の方針を定めた。
1973年6月23日に韓国の朴正煕大統領は「平和統一政策に関する特別声明」（通称：6.23声明）を発表し、「緊張緩和と国際協力に役立つなら北朝鮮が韓国と共に国際機構に参加するのに反対しない」「統一の障害にならず、国連加盟国の多くの賛成が得られるなら、北朝鮮と共に国連に加盟する事を反対しない」「韓国は互恵平等の原則のもと、全ての国家に門戸を開放するものであり、我々と理念や体制を異にする諸国も我々に門戸を開放するよう促す」など7つの政策を宣言し、対共産圏政策・対北朝鮮政策を転換した。

## ソ連・中国の朝鮮半島政策
ソビエト連邦及び中華人民共和国は長らく韓国との国交が無く、北朝鮮とのみ外交関係を有していた。
1988年2月に韓国で盧泰愚が大統領に就任すると、経済分野とスポーツ分野において中国・ソ連・モンゴル・ベトナムなどの社会主義国と韓国との交流が活発化し、多くの社会主義国が1988年ソウルオリンピックに参加した。韓国政府はこれらの社会主義国に対する政策を「北方政策」「北方外交」と位置付けて推進した。
1985年3月にソ連でミハイル・ゴルバチョフが指導者となり、ペレストロイカが進むにつれて、ソ連は、改革に不快感を示した北朝鮮ではなく、韓国との関係を重視するようになった。
国際連合の加盟を目指す韓国にとってもソ連との国交樹立は重要であり、1990年9月30日にソ連と韓国の国交が樹立された。
ソ連との国交樹立に続き、1992年8月24日には中国と韓国の国交が樹立された。またこれに先立って、それまで韓国と外交関係を有していた台湾は8月22日をもって韓国と断交した。
1991年12月にソ連が崩壊してロシア連邦が成立すると、ロシアは当初「軽朝重韓（北朝鮮軽視・韓国重視）」の朝鮮半島政策をとった。1992年11月にボリス・エリツィン大統領が韓国を訪問して「露韓関係基本条約」、1994年には「建設的相互補完パートナー関係」を締結した。これ以降、ロシアは北朝鮮核問題に関して韓国の立場を支持する事を表明し、両国間の貿易・経済交流は活発化した。
一方、北朝鮮はソ連・中国の対韓政策に不快感を示し、ソ連に対しては1961年7月に締結したソ朝友好協力相互援助条約に基づく軍事同盟の強化などを求めていたが、ソ連と韓国の国交樹立後は急速に両国関係が悪化した。ソ連崩壊後にロシアは北朝鮮に対する経済支援の打ち切りと貿易優遇政策（バーター貿易を認める政策）の放棄を決定し、貿易において現金決済を求めるようになり、1993年には「ソ朝友好協力相互援助条約」の「北朝鮮の安全保障における無条件保障の義務」を破棄し、事実上北朝鮮との軍事同盟を解消した。
しかし北朝鮮との関係悪化はロシアの朝鮮半島に対する影響力の低下を招いた為、1990年代中頃から「南北等距離」外交政策へと転換した。1995年9月にはロシア側の申し出によって「露朝友好協力条約」が締結され、北朝鮮に対する機械工業・石油など8つの分野における大規模な支援が進められた。1996年4月には両国間で経済交流と政治的対話を復活させる事が決定され、そして1999年3月には「露朝友好善隣協力条約」に仮調印した。
これと同時にロシアは韓国との関係強化にも力を注ぎ、ロシアと韓国は1995年5月に「軍事秘密保護協定」、1996年11月には「軍事協力覚書」に調印した。
2000年5月にウラジーミル・プーチンが大統領に就任した後は、ロシアと韓国の関係はより一層緊密になり、2004年9月に盧武鉉大統領のロシア訪問に伴って、ロシアと韓国の「全面的協力パートナー関係」が宣言され、ロシアの石油の共同開発やパイプライン建設などが決定された。
2024年6月19日に北朝鮮とロ朝戦略的パートナーシップ条約を結んだためロシアと韓国の関係は悪化した。

## 各国と南北朝鮮の関係
現在は韓国・北朝鮮の双方と国交を有する国は多くなっている。国際連合加盟国のうち韓国との国交が無く、北朝鮮との国交のみを有する国は存在しない。過去にはキューバやシリアも長らく北朝鮮のみを国家承認していたが前者は2024年2月、後者は2025年4月に韓国との国交関係樹立が発表された。また国際連合加盟国のうち北朝鮮との国交が無く、韓国との国交のみを有する国は日本・アメリカ合衆国・フランス・エストニア・サウジアラビア・イスラエルなど23か国である。またアルゼンチン・チリ・イラク・ボツワナ・ポルトガル・コスタリカ・ヨルダンサモア独立国及びウクライナの9か国は北朝鮮と一時期国交を有していたが現在は断絶している。